# Guerra dels Sis Dies
La Guerra dels Sis Dies s'inscriu dintre del conjunt de guerres lliurades entre Israel i els seus veïns àrabs, després de la creació de l'Estat d'Israel (1948) en la Palestina del mandat del Regne Unit. Aquesta guerra va tenir lloc entre el 5 i el 10 de juny de 1967 a causa de principalment dos factors: el moviment de tropes egípcies en la península del Sinaí (el que anticipava una nova agressió contra Israel) i el bloqueig egipci dels estrets de Tiran, entrada natural al port israelià d'Eilat.

## Antecedents
El 1947, l'Organització de les Nacions Unides (ONU) va establir un pla per a la divisió del territori de Palestina en dos estats, que posteriorment es coneixerien com a Israel i Palestina, quedant Jerusalem com a ciutat sota el mandat internacional. Els països àrabs i els líders de la comunitat àrab a Palestina van rebutjar el pla, donant lloc a la Guerra d'Independència d'Israel, que va acabar amb la victòria dels israelians i la proclamació de l'estat d'Israel.
Els països àrabs no van acceptar el resultat d'aquesta guerra i van continuar amb accions d'escamot contra Israel, el que va dur a aquest país a intervenir al costat de França i el Regne Unit en la Guerra de Suez (1956). Aquesta guerra va ser una victòria militar, però una derrota política per als tres aliats, ja que la gran pressió diplomàtica per part dels Estats Units i de la Unió Soviètica va forçar a França, Anglaterra i Israel a retirar els seus exèrcits. A canvi de retirar els seus exèrcits del Sinaí, Israel va obtenir indirectament d'Egipte el compromís d'aturar el seu enviament d'escamots contra Israel. Com a resultat, les relacions entre Egipte i Israel es van tranquil·litzar (en la mesura que això era possible) per un temps. A més, un cos especial de l'ONU, conegut com a UNEF per les seves sigles en anglès, va ser desplegat en la península del Sinaí, interposant-se entre israelians i egipcis.

## Cap a la guerra
No obstant això, la pressió constant de l'opinió pública dels països àrabs forçava els seus líders a continuar la lluita contra Israel. Com a part d'aquesta lluita, Egipte va continuar donant suport als escamots, i va impulsar una aliança militar amb Síria en el 1966. Tant Síria com Egipte estaven protegits per la Unió Soviètica.
El 17 de maig de 1967, Egipte va sol·licitar formalment a l'ONU la retirada de les tropes d'interposició (UNEF), i va començar a remilitarizar el Sinaí i la frontera amb Israel. El 23 de maig del mateix any, Egipte va bloquejar els estrets de Tiran, el que segons Israel contradeia les Lleis Marítimes de l'ONU i era causa de guerra. El 30 de maig, la pressió popular a Jordània va aconseguir apartar el rei Hussein de la seva tradicional aliança amb les potències occidentals i el va obligar a unir-se a l'aliança egipci-síria, atorgant el comandament de les seves forces a un general egipci.
Després de rebre una sèrie de respostes ambigües per part dels Estats Units i de l'ONU i de nomenar Ministre de Defensa a Moixé Dayan l'1 de juny de 1967, Israel va actuar davant el bloqueig i el desplegament militar egipci, donant el començament de la guerra.

## 5 de juny: Operació Focus

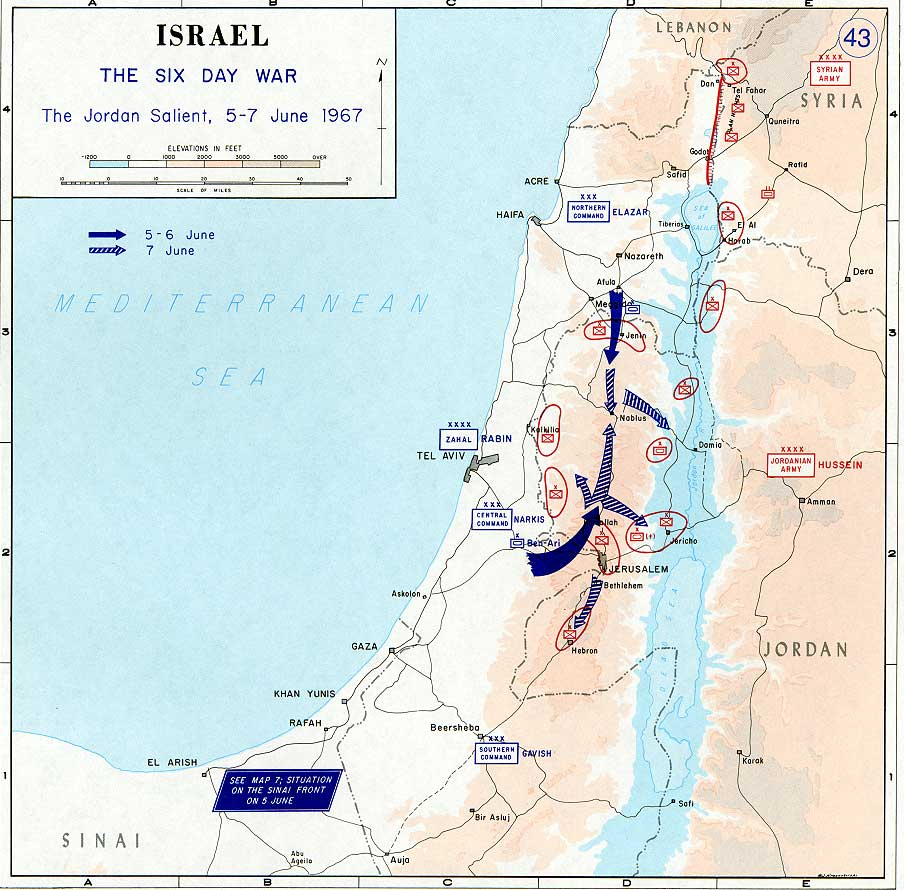
L'avanç del Jordà. 5-7 de juny

La guerra va començar el 5 de juny, quan Israel va llançar l'Operació Focus, ideada entre altres per Ezer Weizman. Aquesta operació consistia en una sèrie d'atacs a primera hora del matí contra les bases aèries egípcies, per a atrapar els avions egipcis en terra a la tornada de la seva tradicional primera ronda a l'alba, al voltant de les 8:00 del matí. Israel posseïa una informació extremadament detallada de les bases egípcies a atacar, arribant a incloure una llista completa de tots els pilots egipcis i el seu rang, de manera que l'hora d'atac va ser escollida per a maximitzar el nombre d'avions enemics en terra; així, en els diversos atacs israelians durant el matí del 5 de juny, Egipte va perdre 286 dels seus 420 avions de combat, així com 13 de les seves bases aèries més importants i 23 estacions de radar. Israel, per contra, va perdre només 19 dels seus 250 avions de combat.
Les greus pèrdues sofertes pels egipcis, tant en avions com en bases de llançament d'avions, van donar a Israel avantatge en els combats aeris durant tota la guerra, explicant en part el favorable desenvolupament de la mateixa per al bàndol israelià.
Pocs minuts després del començament de l'Operació Focus, les forces terrestres d'Israel, dividides en 3 divisions comandades per Ariel Xaron, Abraham Yoffe i Israel Tal van envair la península del Sinaí defensada per 7 divisions egípcies. Tal no va trobar resistència en el nord del Sinaí, ocupant així la Franja de Gaza. No obstant això, Xaron i Yoffe van trobar una forta resistència per part de les tropes del general Sa'digues Nagib a Umm Qatef.
En el front central, Israel tenia l'esperança que la participació de Jordània en la guerra seria només testimonial i una confrontació real no arribaria a produir-se; no obstant això, aquesta esperança es va veure defraudada quan les tropes jordanes van llançar, al voltant de les 11:15 del matí, una sèrie de bombardejos sobre la part israeliana de Jerusalem i un atac sobre alguns dels principals edificis, entre ells, la Casa de Govern. A les 12:30 del mateix dia, les forces aèries israelianes van atacar a les forces aèries jordanes, atrapant-les en terra i destruint-les en gran manera.
En el front nord, Síria va utilitzar la seva artilleria situada en els Alts del Golan per a bombardejar els assentaments israelians de Galilea, mentre que l'aviació israeliana destruïa més del 60% de la força aèria síria.

## 6 de juny: Captura d'Umm QatefiGaza, setge deJerusalem
El matí del 6 de juny, les divisions de Xaron i Tal van conquerir Umm Qatef i El-Arish, mentre que Yoffe va avançar pel centre de la península del Sinaí en una carrera per ocupar els principals passos abans que les tropes egípcies i assolir així la seva captura. A Gaza, per contra, després de cruents combats que van provocar la meitat de les baixes israelianes en tot el front sud, els principals centres de comandament egipcis es van rendir, permetent a Israel ocupar totalment la Franja.
La guerra va arribar aquest dia també a les tropes de terra d'Israel en el front central, que van ocupar Latrun, Ramal·lah i Jenin, alhora que es completava el setge de Jerusalem i les unitats de paracaigudistes es preparaven per a l'assalt al centre històric, la Ciutat Vella. Les forces aèries israelianes van realitzar atacs contra la base iraquiana H-3, probablement l'última esperança jordana de rebre cobertura aèria per a la resta de la guerra.
En el nord, Síria va continuar amb els seus atacs contra els assentaments israelians, però es va negar a enviar tropes en auxili de Jordània.

## 7 de juny: Captura deJerusalem

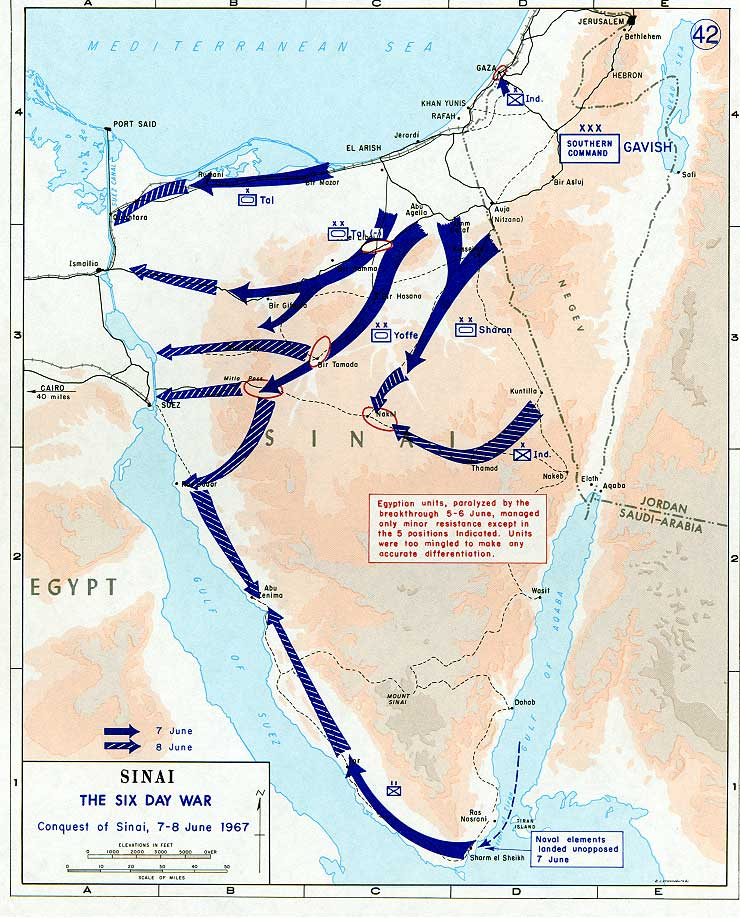
Invasió del Sinaí. 7-8 de Juny

Amb la captura de Xarm el-Xeikh el 7 de juny per part d'unitats de la marina i de paracaigudistes, Israel va aconseguir reobrir els estrets de Tiran, i immediatament va declarar un estatut d'aigua internacional de lliure pas per als vaixells mercants. Al mateix temps, les tres divisions israelianes del front sud van accelerar la seva marxa, arribant al Canal de Suez. En acabar el dia, tota la península del Sinaí —excepte part de la costa occidental— estava sota control israelià.
En el front central es va produir un dels fets més significatius de tota la guerra, quan la brigada de paracaigudistes del general Mordejai "Mota" Gur va ocupar la Ciutat Vella de Jerusalem, incloent el Mont del Temple o Esplanada de les Mesquites. Així mateix, les divisions israelianes en Cisjordània van ocupar Nablus, Judea i Hebron entre altres ciutats, arribant fins i tot a creuar el riu Jordà.

## 8 de juny: Atac contra elLiberty, proposta de treva
El 8 de juny no es van produir combats d'importància en cap front, destacant només l'ocupació d'algunes petites localitats a Cisjordània i al Sinaí. No obstant això, a causa probablement a un error d'identificació, les forces aèries i navals d'Israel van atacar el vaixell estatunidenc Liberty, provocant 34 morts i 173 ferits. Les 13 comissions oficials d'investigació (10 en Estats Units i 3 en Israel) han conclòs que l'atac va ser causat per un error israelià, encara que algunes fonts mantenen que l'atac va ser intencionat.
Així mateix, el 8 de juny es va realitzar una proposta de treva que va ser acceptada per Egipte però no per Síria, el que va dur a Israel a llançar la campanya contra Síria dels dies 9 i 10 de juny. A partir d'aquest dia, gairebé no hi ha activitat en els fronts sud i central de la guerra.

## 9 de juny: Atac contra Síria

Batalla dels Alts del Golan, 9-10 de Juny

Ajudades per continus atacs de les forces aèries israelianes, les tres divisions del front nord i una divisió de reforç portada des de Cisjordània van llançar un atac contra els Alts del Golan. Encara que les forces aèries van ser incapaces de destruir l'atrinxerada artilleria síria, van aconseguir provocar la fugida d'un important nombre de combatents siris, permetent a Israel ocupar Qala', Tel 'Azziziat i altres localitats properes. Creient que les pèrdues eren majors de les reals, l'exèrcit siri va emprendre la retirada la nit del 9 de juny.

## 10 de juny: Últim dia de guerra
Davant la retirada de les tropes síries, les divisions israelianes van poder avançar en tot el front, arribant a ocupar la important ciutat de Quneitra, i amb el camí es dirigiren cap a Damasc. No obstant això, davant la immensa pressió diplomàtica, Israel va acceptar l'alto el foc suggerit pel consell de Seguretat, acabant així la guerra.

## Conseqüències de la guerra
La derrota soferta per Egipte, Síria i Jordània va ser considerada humiliant en aquests països, que van argumentar la intervenció militar dels Estats Units i el Regne Unit per a justificar l'èxit de l'operació Focus israeliana. De fet, els MiG egipcis van ser clavats al sòl per l'aviació nord-americana. Així mateix, els EUA van incrementar, durant els moments previs a la guerra, el seu suport en forma d'armes i diners a Israel. La derrota militar d'Egipte i Síria va produir una gran indignació en el món àrab, el que va dur a l'atac conjunt egipci-siri en la Guerra del Yom Kippur.
Israel va acabar la guerra havent augmentat el seu territori considerablement, amb la incorporació dels Alts del Golan, Cisjordània (incloent Jerusalem), la Franja de Gaza i la península del Sinaí. De tots aquests territoris, Israel va retornar la península del Sinaí a Egipte com a part dels acords de pau de Camp David en 1982, més o menys al mateix temps que concedia la ciutadania israeliana als habitants de Jerusalem i dels Alts del Golan, els territoris dels quals van formar part a partir de llavors d'Israel després de la seva annexió unilateral. L'agost de 2005, Israel va evacuar tots els assentaments de la Franja de Gaza per a cedir el seu control a l'Autoritat Nacional Palestina (ANP), seguint el seu pla de retirada unilateral israelià.
A més de l'expansió territorial, Israel va demostrar per mitjà d'aquesta guerra als seus veïns àrabs la seva capacitat militar, i la seva voluntat per a usar aquesta capacitat.